# Million Wolde
Million Wolde (amharisch ሚሊዮን ወልዴ auch Millon Wolde; * 17. März 1979 in Addis Abeba) ist ein äthiopischer Langstreckenläufer und Olympiasieger.

## Biografie
Als Siebzehnjähriger nahm Wolde an den Juniorenweltmeisterschaften 1996 in Sydney teil und wurde Sechster im 3000-Meter-Hindernislauf. Ein Jahr später wurde er in Annecy Juniorenweltmeister im 5000-Meter-Lauf. Bei den Juniorenweltmeisterschaften im Crosslauf belegte er 1996 in Kapstadt den achten, 1997 in Turin den zweiten und 1998 in Marrakesch den ersten Platz. Im selben Jahr stellte er mit 12:59,39 min seine Bestzeit über 5000 Meter auf.
Er rückte endgültig ins Rampenlicht, als er Anfang 1999 bei den Hallenweltmeisterschaften in Maebashi die Bronzemedaille im 3000-Meter-Lauf gewann und bei den Crosslauf-Weltmeisterschaften in Belfast Vierter auf der Kurzdistanz wurde. Im selben Jahr wurde er bei den Leichtathletik-Weltmeisterschaften 1999 in Sevilla Achter über 5000 Meter.
Woldes Karriere erreichte ihren Höhepunkt bei den Olympischen Spielen 2000 in Sydney, als er gerade erst 22 Jahre alt war. Im 5000-Meter-Rennen mochte niemand so recht die Führung übernehmen und ein schnelles Tempo angehen. Wolde lief seine gewohnte Geschwindigkeit, übernahm 200 Meter vor dem Ziel die Spitze, hängte die Konkurrenz ab und wurde in 13:35,49 min Olympiasieger.
Bei den Leichtathletik-Weltmeisterschaften 2001 in Edmonton gewann Wolde in 13:03,47 min die Silbermedaille über 5000 Meter. Seither konnte er wegen diverser Verletzungen nicht sein gewohntes Leistungsniveau erreichen.